# 白层腹菌
白层腹菌（学名：Hymenogaster albus）是属于伞菌目腹菌科层腹菌属的一种担子菌。其种加词“albus”意为“白色的”。该种分布于中国、澳大利亚、新西兰、英国、德国、意大利、西班牙、瑞典、北美、南美、非洲等地。
现接受名为白圆头伞（Descolea alba (Klotzsch) Kuhar, Nouhra & M.E.Sm., 2017）。